# Île Ernst Thälmann
L’île Ernst Thälmann, également connue sous son ancien nom de Cayo Blanco del Sur, est une île de la côte sud de Cuba dans la province de Matanzas. Elle fait partie du petit archipel des Cayos Blancos del Sur.

## Situation
Elle est dans la municipalité Ciénaga de Zapata (province de Matanzas), au sud de la péninsule de Zapata, à l’est de  la baie de Cazones (en) et à l'ouest de la baie des Cochons,. Elle est incluse dans le parc national,  site RAMSAR et réserve de biosphère du marais de Zapata.
Ses dimensions sont de 500 m de large sur 15 km de long.

Île Ernst Thälmann
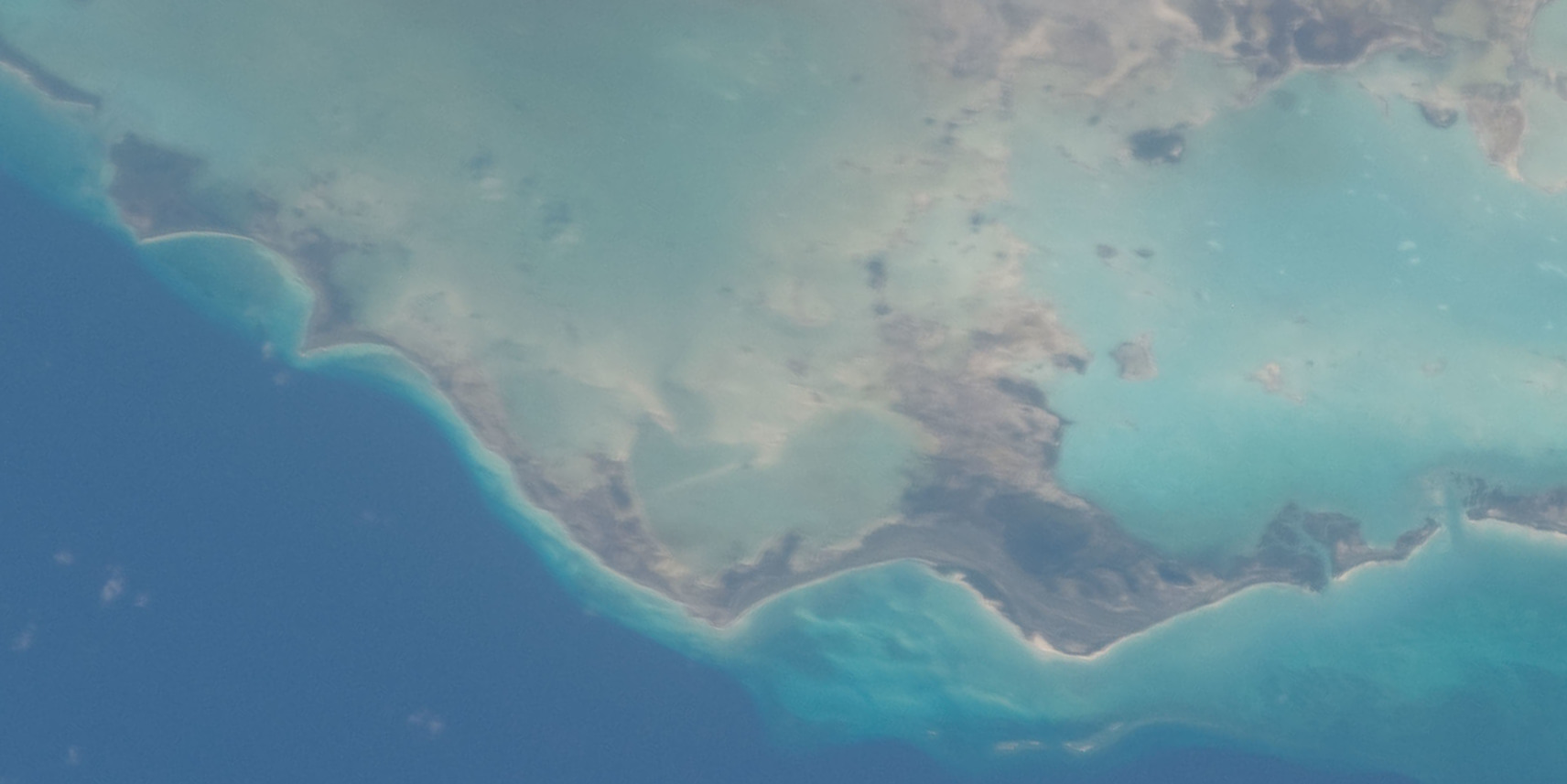

## Historique

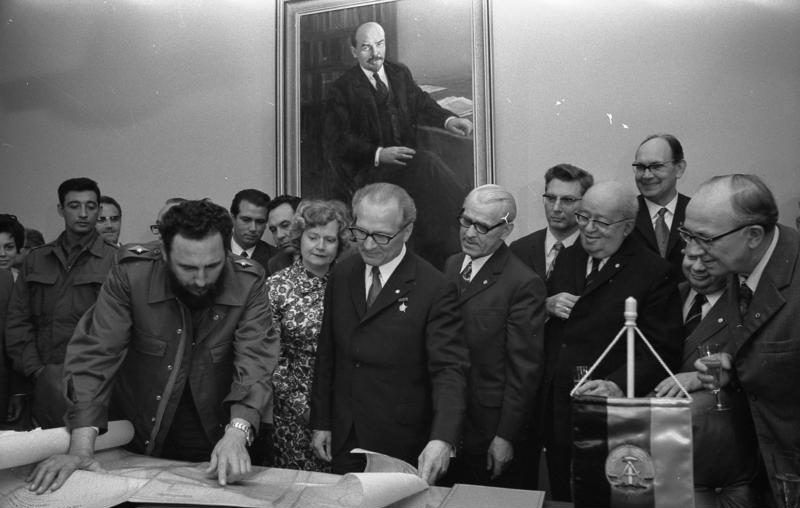
Berlin-Est, 19 juin 1972 : après avoir signé le communiqué, Fidel Castro (à gauche) montre à Erich Honecker (au centre) une carte de Cuba sur laquelle une île porte le nom d'Ernst Thälmann, et dont la partie sud est appelée plage RDA.

Elle a été renommée par le décret présidentiel cubain 3676/72 en 1972 Cayo Ernesto Thaelmann ou île Ernst Thälmann, alors symboliquement « offerte » à la République démocratique allemande (RDA), en échange de l'exclusivité du sucre cubain en RDA[réf. nécessaire], lors d'une visite d'État de Fidel Castro à Berlin le 19 juin 1972. Toutefois, cette île n'apparaît pas dans le contrat de réunification de l'Allemagne de 1989 et les autorités cubaines et allemandes ont déclaré début 2001, lorsque des médias ont posé la question, que le renommage symbolique n'est pas un transfert de souveraineté et n'a aucune pertinence juridique en droit international: l'« offre » de 1972 est donc, en fait comme en droit, une simple « consécration » à la mémoire d'Ernst Thälmann (1886-1944).
Thälmann est un dirigeant du Parti communiste d'Allemagne, arrêté par les nazis en 1933, déporté et assassiné à la fin de la guerre. Il était, à ce titre, un des héros de l'ex-Allemagne de l'Est.
La plage du sud de l'île a été rebaptisée Playa RDA (plage de la RDA) et, en août 1973, à l'occasion du Festival mondial de la jeunesse et des étudiants, l'ambassadeur de l'Allemagne de l'Est à Cuba y a inauguré un buste d'Ernst Thälmann.
En 1975, le chanteur de schlager Frank Schöbel et Aurora Lacasa y ont enregistré une chanson pour la télévision, enregistrement ultérieurement perdu,.
En 1998, l'île a été sévèrement touchée par l'ouragan Mitch ; le buste de Thälmann a été renversé et n'a pas été restauré depuis.

## Dans la culture populaire
Considérant l'île Ernst Thälmann comme le dernier territoire est-allemand, Kevin Baugh, « président » de la micronation nommée république de Molossia, affirme que celle-ci est en guerre contre la République démocratique allemande depuis le 2 novembre 1983. Le 11 février 2009, Molossia et le Vikesland y ont mené une expédition,.